# George Zucco
George Zucco est un acteur et metteur en scène britannique, de son nom complet George Desylla Zucco, né à Manchester (Angleterre) le 11 janvier 1886 et mort à Hollywood (Californie) le 27 mai 1960. Il est considéré comme « le Béla Lugosi du pauvre ».

## Biographie
George Zucco débute au cinéma dans son pays natal, en 1931, avant de s'installer aux États-Unis en 1935. Il est surtout connu pour ses prestations dans bon nombre de films d'horreur hollywoodiens des années 1940. En 1951, après quasiment cent films, il se retire pour raison de santé.
Au théâtre, il débute au Canada en 1908 et, après avoir servi dans l'armée britannique durant la Première Guerre mondiale, poursuit sa carrière sur les planches, jouant notamment en Angleterre. Il apparaît une seule fois à Broadway, en 1935-1936. En outre, il est occasionnellement metteur en scène.

## Filmographie partielle
- 1931 : Dreyfus de F.W. Kraemer et Milton Rosmer
- 1933 : The Man from Toronto de Sinclair Hill
- 1933 : The Good Companions de Victor Saville
- 1934 : Autumn Crocus de Basil Dean
- 1934 : Road House de Maurice Elvey
- 1934 : Something Always Happens de Michael Powell
- 1934 : What's in a Name ? de Ralph Ince
- 1935 : It's a Bet d'Alexander Esway
- 1935 : Le Sultan rouge (Abdul the Damned) de Karl Grune
- 1936 : Nick, gentleman détective (After the Thin Man) de W. S. Van Dyke
- 1936 : Sinner Take All de Errol Taggart
- 1936 : L'Homme qui faisait des miracles (The Man who could work Miracles) de Lothar Mendes et Alexander Korda
- 1937 : Saratoga de Jack Conway
- 1937 : London by Night de Wilhelm Thiele
- 1937 : L'Espionne de Castille (The Firefly) de Robert Z. Leonard
- 1937 : Âmes à la mer (Souls at Sea) de Henry Hathaway
- 1937 : Rosalie de W. S. Van Dyke
- 1937 : La Vie privée d'un tribun (Parnell) de John M. Stahl
- 1937 : Madame X de Sam Wood
- 1937 : L'Inconnue du palace (The Bride Wore Red) de Dorothy Arzner

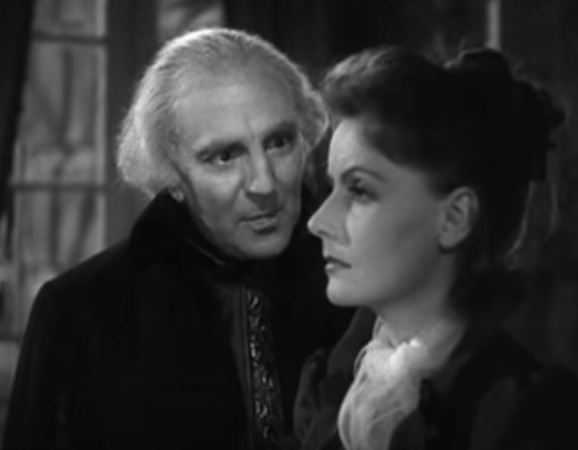
Avec Greta Garbo, dans Marie Walewska (1937)

- 1937 : Marie Walewska (Conquest) de Clarence Brown
- 1938 : Vacation from Love (en) de George Fitzmaurice
- 1938 : Barreaux blancs (Lord Jeff) de Sam Wood
- 1938 : Suez d'Allan Dwan
- 1938 : Charlie Chan à Honolulu (Charlie Chan in Honolulu) de H. Bruce Humberstone
- 1938 : Règlement de comptes (Fast Company) d'Edward Buzzell
- 1938 : Le Retour d'Arsène Lupin (Arsène Lupin Returns) de George Fitzmaurice
- 1938 : Marie-Antoinette (Marie Antoinette) de W. S. Van Dyke
- 1938 : Trois Camarades (Three Comrades) de Frank Borzage
- 1939 : Le Mystère de la maison Norman (The Cat and the Canary) d'Elliott Nugent
- 1939 : Here I Am a Stranger de Roy Del Ruth
- 1939 : Quasimodo (The Hunchback of Notre Dame) de William Dieterle
- 1939 : Arrest Bulldog Drumond de James Patrick Hogan
- 1939 : The Magnificent Fraud (en) de Robert Florey
- 1939 : Les Aventures de Sherlock Holmes (The Adventures of Sherlock Holmes) d'Alfred L. Werker
- 1939 : Capitaine Furie (Captain Fury) de Hal Roach
- 1940 : Éveille-toi mon amour (Arise, my love) de Mitchell Leisen
- 1940 : L'Île des amours (New Moon) de Robert Z. Leonard
- 1940 : La Main de la momie (The Mummy's Hand) de Christy Cabanne
- 1941 : The Monster and the Girl (en) de Stuart Heisler
- 1941 : Ellery Queen and the Murder Ring de James Patrick Hogan
- 1941 : Cinquième bureau (International Lady) de Tim Whelan
- 1941 : Il était une fois (A Woman's Face) de George Cukor
- 1941 : Le Retour de Topper (Topper Returns) de Roy Del Ruth
- 1942 : Le Cygne noir (The Black Swan) de Henry King
- 1942 : La Blonde de mes rêves (My Favorite Blonde) de Sidney Lanfield
- 1942 : The Mad Monster de Sam Newfield
- 1942 : La Tombe de la Momie (The Mummy's Tomb) de Harold Young
- 1943 : Créature du diable (Dead Men Walk) de Sam Newfield
- 1943 : Sherlock Holmes à Washington (Sherlock Holmes in Washington) de Roy William Neill
- 1943 : Holy Matrimony de John M. Stahl
- 1943 : The Mad Ghoul de James Patrick Hogan
- 1943 : Le Corbeau noir (The Black Raven) de Sam Newfield
- 1944 : La Septième Croix (The Seventh Cross) de Fred Zinnemann
- 1944 : L'Esprit diabolique (Voodoo Man) de William Beaudine
- 1944 : Return of the Ape Man de Phil Rosen
- 1944 : Le Fantôme de la Momie (The Mummy's Ghost) de Reginald Le Borg
- 1944 : La Maison de Frankenstein (The House of Frankenstein) d'Erle C. Kenton
- 1945 : Week-end au Waldorf (Week End at the Waldorf) de Robert Z. Leonard
- 1945 : Agent secret (Confidential Agent) de Herman Shumlin
- 1945 : Having Wonderful Crime de A. Edward Sutherland
- 1945 : Épousez-moi, chérie ! (Hold That Blonde!) de George Marshall
- 1946 : The Flying Serpent de Sam Newfield
- 1947 : The Imperfect Lady de Lewis Allen
- 1947 : Capitaine de Castille (Captain from Castile) de Henry King
- 1947 : Scared to Death de Christy Cabanne
- 1947 : La Femme de l'autre (Desire Me) de George Cukor
- 1947 : La Rose du crime (Moss Rose) de Gregory Ratoff
- 1947 : À vos ordres ma générale (Where There's Life) de Sidney Lanfield
- 1947 : Des filles disparaissent (Lured) de Douglas Sirk
- 1948 : Le Pirate (The Pirate) de Vincente Minnelli
- 1948 : Tarzan et les sirènes (Tarzan and the Mermaids) de Robert Florey
- 1948 : Secret Service Investigator de R. G. Springsteen
- 1948 : Jeanne d'Arc (Joan of Arc) de Victor Fleming
- 1949 : Entrons dans la danse (The Barkleys of Broadway) de Charles Walters
- 1949 : Le Jardin secret (The Secret Garden) de Fred M. Wilcox
- 1949 : Madame Bovary de Vincente Minnelli
- 1950 : Harbor of Missing Men de R. G. Springsteen
- 1950 : Maman est à la page (Let's Dance) de Norman Z. McLeod
- 1951 : Flame of Stamboul de Ray Nazarro
- 1951 : La Première Légion (The First Legion) de Douglas Sirk
- 1951 : David et Bethsabée (David and Bathsheba) de Henry King

## Théâtre (sélection)
Pièces jouées à Londres, comme acteur, sauf mention contraire
- 1915-1916 : Henri V (Henry V) de William Shakespeare
- 1923-1924 : The Cat and the Canary de John Willard (à Bristol)
- 1928-1929 : Journey's End de R.C. Sherriff, avec Colin Clive, Melville Cooper, Maurice Evans
- 1929-1930 : Forty-Seven de Sydney Loch, avec Colin Clive (metteur en scène)
- 1931-1932 : Le Roi Jean (King John), Henri V (Henry V), Le Songe d'une nuit d'été (A Midsummer Night's Dream) et La Mégère apprivoisée (The Taming of the Shrew) de William Shakespeare, mise en scène d'Harcourt Williams, avec Judith Furse, Ralph Richardson
- 1931-1932 : Miss Nell O' New Orleans de Laurence Eyre (à Bristol)
- 1931-1932 : Knight of the Burning Pestle de Francis Beaumont, avec Ralph Richardson, Sybil Thorndike
- 1935-1936 : Victoria Regina de Laurence Housman, avec Helen Hayes, Mary Forbes, Vincent Price (à Broadway)